# Détroit de Gibraltar

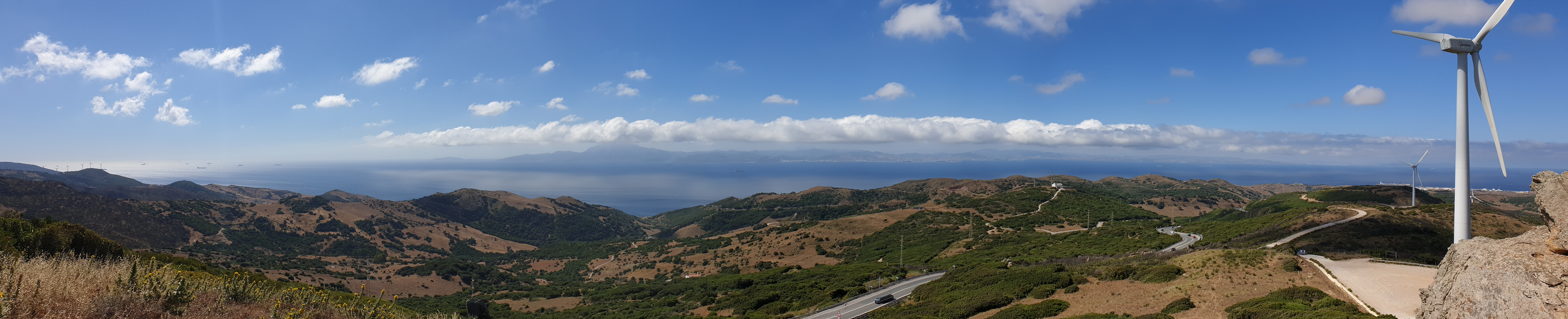
Le détroit de Gibraltar vu depuis l'Espagne.

Le détroit de Gibraltar (en arabe : مضيق جبل طارق, mudiq jabal tariq, en amazighe standard marocain : ⴰⴳⵔⵉⵍⴻⵍ ⵏ ⵓⴷⵔⴰⵔ ⵏ ⵜⴰⵔⵉⵇ, Agrilel n udrar n Tariq, en anglais Strait of Gibraltar, en espagnol Estrecho de Gibraltar) est situé au sud de l'Espagne, au nord du Maroc, à l'est de l'océan Atlantique et dans l'Ouest de la mer Méditerranée. C'est le seul passage maritime entre l'océan Atlantique et la mer Méditerranée, dont il constitue la partie la plus occidentale. Il est large de 14 km et profond d'environ 1 000 m. Le détroit fait partie des eaux internationales. Dans l'Antiquité, ce détroit était appelé « les colonnes d'Hercule ». Il doit son nom de Gibraltar à une déformation du mot arabe « djebel Tarik » qui signifie « montagne de Tarik », ce dernier étant le prénom du général musulman Tariq ibn Ziyad, qui, en avril 711, franchit le détroit pour conquérir la péninsule Ibérique.

## Histoire
Le détroit se serait formé il y a 5,3 millions d'années à la suite de l'érosion dans le soubassement rocheux séparant les deux étendues d'eau, laquelle a fini par creuser un canal transversal, long de 2 km, permettant aux eaux de l'Atlantique de s'engouffrer dans la mer Méditerranée asséchée en contrebas (remise en eau lors de la transgression pliocène). Le déferlement de milliards de m3 d'eau pendant une durée brève (quelques mois à deux ans) aurait agrandi ce canal en un passage de 14 km de large et rempli la Méditerranée à 90%, avec un débit de l'ordre de 108 mètres cubes par seconde au niveau du détroit de Gibraltar,.

## Géographie

Le détroit de Gibraltar, vu en 3D. À gauche, l'Espagne continentale et Gibraltar; à droite, le Maroc et Ceuta.

L'Organisation hydrographique internationale (OHI) détermine les limites du détroit de Gibraltar de la façon suivante :
- à l'ouest : une ligne joignant le cap Trafalgar (36° 10′ 52″ N, 6° 02′ 02″ O) au cap Spartel (35° 47′ 31″ N, 5° 55′ 29″ O) ;
- à l'est : une ligne joignant la Punta de Europa (36° 06′ 32″ N, 5° 20′ 45″ O) à la Punta Almina (35° 54′ 02″ N, 5° 16′ 43″ O).

Le Rocher et la ville de Gibraltar, qui donnent leur nom au détroit, se trouvent sur une très étroite péninsule, sur la rive européenne, à l'entrée est du détroit. À l'ouest, le détroit se termine avec le golfe de Cadix, qui s'ouvre largement sur l'Atlantique. À l'est, au contraire, la baie de Gibraltar (ou d'Algésiras) est bien plus fermée, large d'à peine 8 km pour une longueur de 10 km.
Les plaques tectoniques européenne et africaine s'y rapprochent au rythme d'environ un centimètre par an, contribuant ainsi à la fermeture du détroit qui pourrait être effective d'ici quelques millions d'années.
La Méditerranée étant une mer quasi fermée subissant une évaporation importante, le courant dominant dans le détroit va de l'Atlantique vers la Méditerranée en surface ; mais il existe en permanence un courant inverse plus faible en profondeur, entraînant vers l'ouest des eaux méditerranéennes plus denses car plus salées. Ces courants marins opposés s'y rencontrent violemment, rendant la navigation dangereuse. La limite entre les eaux de l'Atlantique et de la Méditerranée (en termes de température et de salinité notamment) se situe loin vers l'est : presque toute la baie d'Algésiras est atlantique de ce point de vue.
Sur le plan hydrographique, sa limite ouest (avec l'océan Atlantique) est déterminée par une ligne droite reliant le cap Trafalgar, en Espagne, au cap Spartel, ou Ras Spartel, au Maroc (45 km) ; et en Méditerranée, sa limite orientale (avec la mer d'Alboran) par une ligne droite reliant la Punta de Europa, à Gibraltar, au nord, et la Punta Almina, à Ceuta, au sud (24 km). Le détroit est en théorie partagé entre les eaux territoriales des États riverains, l'Espagne, le Maroc et le Royaume-Uni, mais il est en fait soumis à un régime juridique particulier, qui en fait une voie internationale.
Sa largeur est de 14,4 km dans sa partie la plus étroite entre Punta de Oliveros (Espagne) et Point Cires (Maroc).

## Biodiversité
Le détroit est considéré comme une zone importante pour la conservation des oiseaux par Birdlife International, en raison des centaines de milliers d'oiseaux de mer qui y séjournent chaque année lors de leur migration entre la Méditerranée et l'Atlantique ; notamment le Puffin de Scopoli et des Baléares, le Goéland d'Audouin, le Goéland brun, le Petit Pingouin et le Macareux moine.
Un groupe résidant d'environ 36 orques vit autour du détroit, l'un des rares groupes survivant dans les eaux d'Europe de l'Ouest. En 2018, il était estimé que ce groupe devrait affronter l'extinction dans la prochaine décennie en raison des effets à long terme de la pollution chimique au PCB.

## Transport

### Liaisons est-ouest

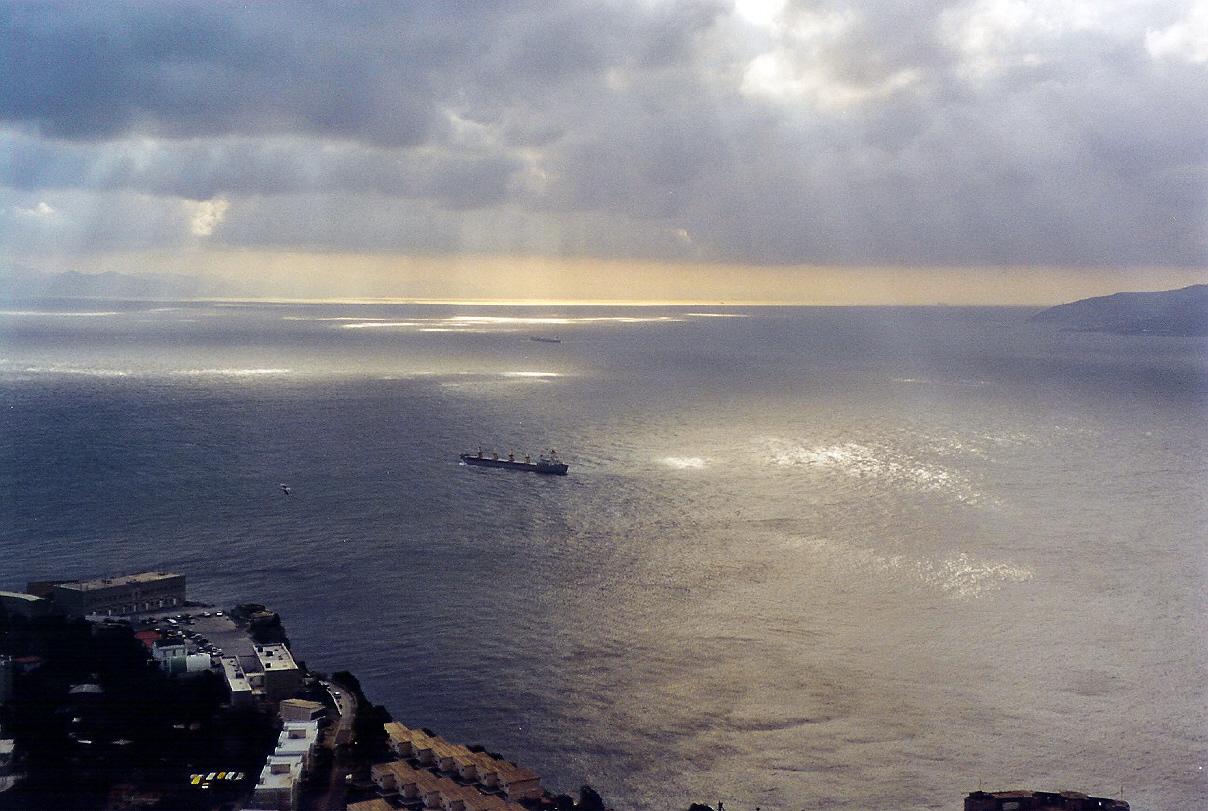
Bateau entrant dans la Méditerranée par le détroit de Gibraltar.

Le détroit est la deuxième voie maritime la plus utilisée après la Manche. Il est franchi annuellement par environ 100 000 navires. Sa position a une très grande importance stratégique au moins depuis la fin du Moyen Âge, période où un commerce important par la mer s'est établi entre l'Europe du Nord et l'Italie. Le détroit est devenu encore plus stratégique lors du percement du canal de Suez en 1869. Depuis lors, il permet le passage de l'Atlantique non seulement vers la Méditerranée, mais aussi vers l'océan Indien, évitant la longue route du cap de Bonne-Espérance.

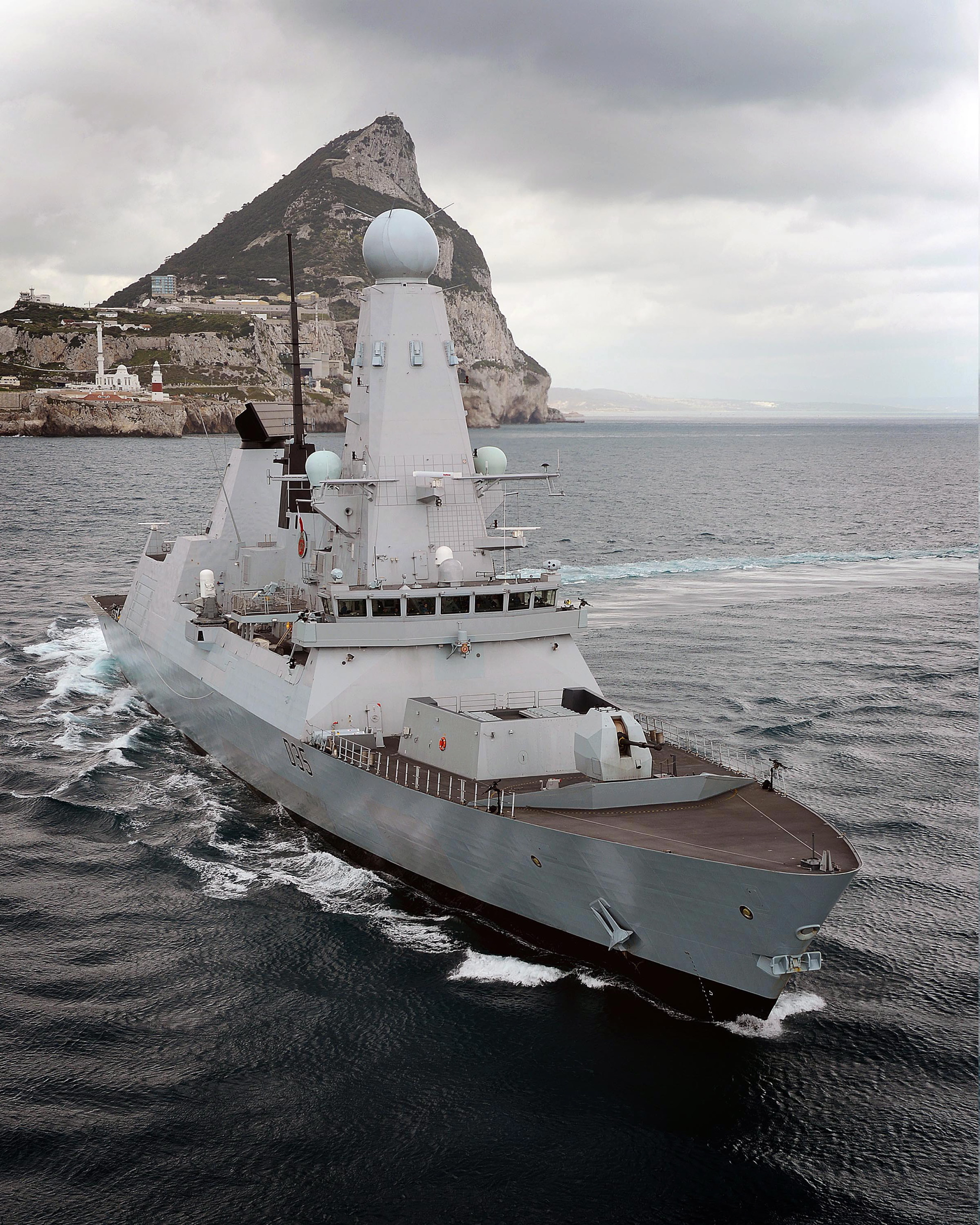
Le rocher de Gibraltar et le.

Frontalière de l'Espagne, la ville de Gibraltar est une possession du Royaume-Uni depuis le traité d'Utrecht, en 1713, ce qui a notamment permis à la flotte britannique de disposer d'un atout pour asseoir sa suprématie navale en Méditerranée au XIXe siècle. La ville est ainsi devenue une base navale britannique, mais elle a été fortement réduite depuis la fin de la guerre froide. Néanmoins, elle demeure encore aujourd'hui une base importante pour l'OTAN. De son côté, l'Espagne possède la ville de Ceuta, sur la rive marocaine du détroit. Conquise en 1415 par le Portugal, elle est passée à l'Espagne sous le règne de Philippe II, lorsqu'il fut roi des deux pays au XVIe siècle. Gibraltar est revendiquée par l'Espagne et Ceuta par le Maroc. La navigation maritime dans le détroit est régulée par un dispositif de séparation du trafic.
Les deux ports principaux qui régulent le trafic dans le détroit sont le port de Tanger-Med au Maroc et le port d'Algésiras en Espagne.

### Liaisons nord-sud
Le détroit sépare aussi l'Europe de l'Afrique. Des transbordeurs rapides et classiques assurent la liaison pour le transport des passagers et des véhicules. C'est aussi un point de passage de l'immigration clandestine vers l'Europe, surtout depuis que la croissance de l'Espagne au cours des années 1980 en a fait une destination de l'immigration. L'immigration peut se faire via Ceuta, enclave européenne en Afrique. L'Espagne a très fortement renforcé la frontière à partir de 1999. L'immigration se fait aussi par traversée du détroit, parfois sur des embarcations de fortune (dénommée patera), causant de nombreux morts. Le chiffre fait l'objet d'une polémique : il est d'au moins plusieurs dizaines par an, mais certains[Qui ?] parlent de milliers. La situation est similaire aux deux autres détroits donnant accès à l'Europe Occidentale, le détroit de Sicile, entre la Tunisie et la Sicile, et le canal d'Otrante à l'entrée de la mer Adriatique, entre l'Albanie et l'Italie.

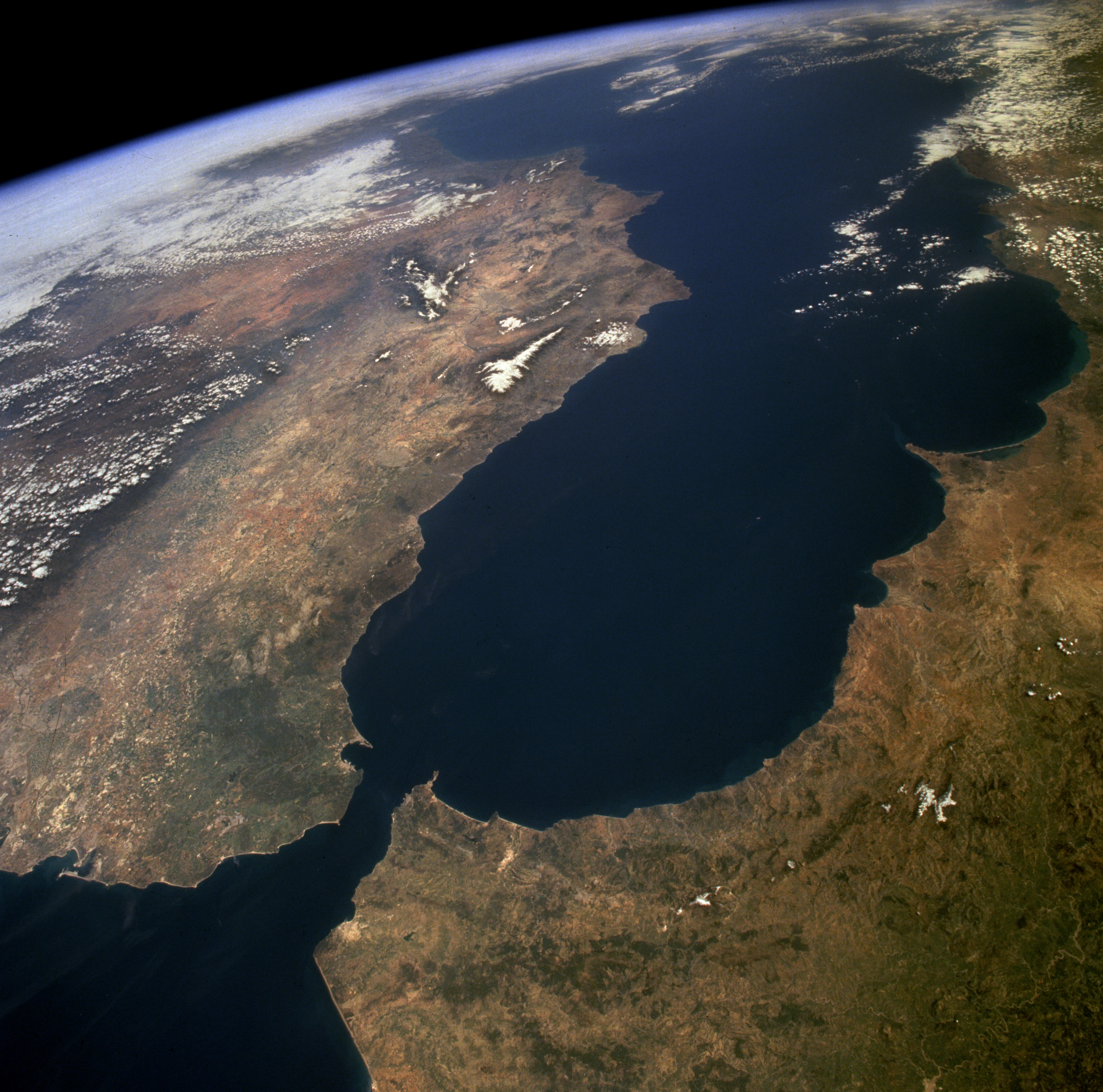
Photo du détroit depuis la navette spatiale Endeavour, Espagne à gauche et Maroc à droite.

## Aménagement
Le percement ou la construction d'un lien fixe est une idée récurrente depuis le début des années 1980. Un accord entre l'Espagne et le Maroc a été signé le 12 décembre 2003 pour une étude sur la construction d'un tunnel ferroviaire sous le détroit.
Dans la première moitié du XXe siècle, un architecte allemand avait imaginé le projet Atlantropa, qui comportait un barrage à travers le détroit, entre l'Espagne et le Maroc.

## Migration illégale au sein du détroit de Gibraltar
Le phénomène de migration illégale observé à travers le détroit de Gibraltar implique, dans la grande majorité des cas, une trajectoire ayant comme point de départ le Maroc afin d'aboutir en Espagne, qui met en place son système intégré de vigilance extérieure (SIVE) en 2002. L'efficacité du SIVE a cependant comme effet d'excentrer la trajectoire des migrations vers les îles Canaries. Depuis le début du XXIe siècle, l'accroissement de la proportion de migrants subsahariens pousse les pays transitoires, comme le Maroc, à ajuster leurs politiques d'immigration afin de ne pas se retrouver en position de « débarras migratoire ». En effet, le règlement de Dublin III, qui succède à la convention de Dublin et au règlement de Dublin II, contraint les pays d'entrée des demandeurs d'asile à traiter les demandes, entraînant l'adoption de traités hispano-marocains,. Les accords de réadmission permettent à l'Espagne d'expulser les migrants clandestins en provenance du Maroc, reléguant ce dernier à un rôle de tamponnage en ce qui a trait à la migration clandestine.